# جيري دوماس
جيري دوماس (بالإنجليزية: Jerry Dumas)‏ هو فنان قصص مصورة وصحفي وكاتب ومؤلف أمريكي، ولد في 6 يونيو 1930 في ديترويت في الولايات المتحدة، وتوفي في 12 نوفمبر 2016 في غرينيتش في الولايات المتحدة.